# Anacroneuria debilis
Anacroneuria debilis és una espècie d'insecte plecòpter pertanyent a la família dels pèrlids.

## Descripció
- La nimfa es diferencia de les d'altres espècies per la presència d'una filera de pèls llargs i fins al llarg del segment de la tíbia, un patró de coloració únic i les fileres de pèls existents als cercs.[5]

## Hàbitat
En el seu estadi immadur és aquàtic i viu a l'aigua dolça, mentre que com a adult és terrestre i volador.

## Distribució geogràfica
Es troba a Sud-amèrica: el sud i el sud-est del Brasil (Rio Grande do Sul, Rio de Janeiro, Paranà, Santa Catarina, São Paulo i Espírito Santo), el sud-est del Paraguai i el nord-est de l'Argentina (Misiones i Entre Ríos).